# South Cleveland
South Cleveland és una concentració de població designada pel cens dels Estats Units a l'estat de Tennessee. Segons el cens del 2000 tenia 6.216 habitants.

## Demografia
Segons el cens del 2000, South Cleveland tenia 6.216 habitants, 2.314 habitatges, i 1.828 famílies. La densitat de població era de 164,2 habitants/km².
Dels 2.314 habitatges en un 34,9% hi vivien nens de menys de 18 anys, en un 63,3% hi vivien parelles casades, en un 11,1% dones solteres, i en un 21% no eren unitats familiars. En el 17,7% dels habitatges hi vivien persones soles el 6,2% de les quals corresponia a persones de 65 anys o més que vivien soles. El nombre mitjà de persones vivint en cada habitatge era de 2,68 i el nombre mitjà de persones que vivien en cada família era de 3,01.
Per edats la població es repartia de la següent manera: un 25,6% tenia menys de 18 anys, un 9,4% entre 18 i 24, un 30,9% entre 25 i 44, un 24,4% de 45 a 60 i un 9,7% 65 anys o més.
L'edat mediana era de 35 anys. Per cada 100 dones de 18 o més anys hi havia 94,6 homes.
La renda mediana per habitatge era de 35.995 $ i la renda mediana per família de 39.983 $. Els homes tenien una renda mediana de 28.181 $ mentre que les dones 20.650 $. La renda per capita de la població era de 15.370 $. Entorn del 8,2% de les famílies i el 10% de la població estaven per davall del llindar de pobresa.

## Poblacions properes
El següent diagrama mostra les poblacions més properes.